# 賤ヶ岳の戦い
賤ヶ岳の戦い（しずがたけのたたかい）は、天正11年（1583年）4月、近江国伊香郡（現：滋賀県長浜市、旧：伊香郡木之本町）の賤ヶ岳付近で起きた羽柴秀吉と柴田勝家の戦いである。
この戦いは織田勢力を二分する激しいものとなり、勝利した秀吉は亡き織田信長が築き上げた権力と体制を継承し、天下人への第一歩がひらかれた。

## 清洲会議
天正10年6月2日（1582年6月21日）、織田信長とその嫡男で当主・織田信忠が重臣・明智光秀の謀反によって横死する本能寺の変が起こり、その後まもない山崎の戦いで光秀を討った羽柴秀吉が信長旧臣中で大きな力を持つにいたった。
6月27日（7月16日）、当主を失った織田氏の後継者を決定する会議が清洲城で開かれ、信長の三男・織田信孝を推す柴田勝家と嫡男・信忠の子である三法師（後の織田秀信）を推す羽柴秀吉との間で激しい対立が生じた。結果的には同席した丹羽長秀・池田恒興らが三法師擁立に賛成したため勝家も譲らざるをえず、この後継者問題は形の上ではひとまず決着をみた。
ただし、近年、勝家も三法師擁立自体には賛成していたが、その成人までの名代（当主代理）をどうするかで対立したとする説も提唱されている。

## 合戦にいたるまで

### 両陣営の動き
この後双方とも周囲の勢力を自らの協力体制に持ち込もうと盛んに調略を行うが、北陸の柴田側の後方にある上杉景勝や、信孝の地盤である美濃の有力部将・稲葉一鉄が、羽柴側になびくなど秀吉に有利な状況が出来つつあった。
一方で、勝家の側も土佐の長宗我部元親や紀伊の雑賀衆を取り込み、特に雑賀衆は秀吉の出陣中に和泉岸和田城などに攻撃を仕掛けるなど、後方を脅かしている。

### 勝家による和平交渉
10月16日、勝家は堀秀政に覚書を送り、秀吉の清洲会議の誓約違反、及び不当な領地再分配、宝寺城の築城を非難している（『南行雑録』）。
11月、勝家は前田利家・金森長近・不破勝光を使者として秀吉のもとに派遣し、秀吉との和睦を交渉させた。これは勝家が北陸に領地を持ち、冬には雪で行動が制限されることを理由とした見せかけの交渉であった。秀吉はこのことを見抜き、逆にこの際に三将を調略しており、さらには高山右近、中川清秀、筒井順慶、三好康長らに人質を入れさせ、畿内の城を固めている。

### 秀吉による長浜城、岐阜城攻め
12月2日（12月26日）、秀吉は毛利氏対策として山陰は宮部継潤、山陽は蜂須賀正勝を置いた上で、和睦を反故にして大軍を率いて近江に出兵、長浜城を攻撃した。北陸は既に雪深かったために勝家は援軍が出せず、勝家の養子でもある城将・柴田勝豊は、わずかな日数で秀吉に降伏した。さらに秀吉の軍は美濃に進駐、稲葉一鉄などから人質を収めるとともに、12月20日（1583年1月13日）には岐阜城にあった織田信孝を降伏させた。

### 滝川一益の挙兵
天正11年（1583年）正月、伊勢の滝川一益が勝家への旗幟を明確にして挙兵し、関盛信・一政父子が不在の隙に亀山城、峯城、関城、国府城、鹿伏兎城を調略、亀山城に滝川益氏、峯城に滝川益重、関城に滝川忠征を置き、自身は長島城で秀吉を迎え撃った。
秀吉は諸勢力の調略や牽制もあり、一時京都に兵を退いていたが、翌月には大軍を率いこれらへの攻撃を再開、国府城を2月20日（4月11日）に落とし、2月中旬には一益の本拠である長島城を攻撃したが、滝川勢の抵抗は頑強であり、亀山城は3月3日（4月24日）、峯城は4月12日（6月4日）まで持ち堪え、城兵は長島城に合流している。この時、亀山城、峯城の守将・益氏、益重は武勇を評され、益重は後に秀吉に仕えた。

### 勝家の挙兵・毛利氏との連携画策
一方で越前・北ノ庄城にあった勝家は雪のため動くことができずにいたが、これらの情勢に耐え切れずついに2月末、近江に向けて出陣した。
2月13日、勝家は北近江に進出するための援助を、将軍・足利義昭を庇護する中国地方の大名・毛利氏に求めた。
3月14日、勝家は義昭を擁立したうえで、毛利氏の支援を受けて、秀吉を挟撃しようとした。そのため、勝家は義昭を通じて、毛利輝元に出兵を督促させた。
4月5日、義昭は輝元に対し、勝家の先鋒が近江に進出したことと知らせるとともに、すぐに出兵するように命じた。また、同日に勝家は輝元に対し、出兵を督促した。
4月20日、輝元の2人の叔父である吉川元春と小早川隆景が会見し、「どちらが勝利するか判断できない」との結論になり、秀吉と勝家の両者と通交を維持しつつも、勝家や義昭の要請には応じないことにした。

## 合戦

### 対峙

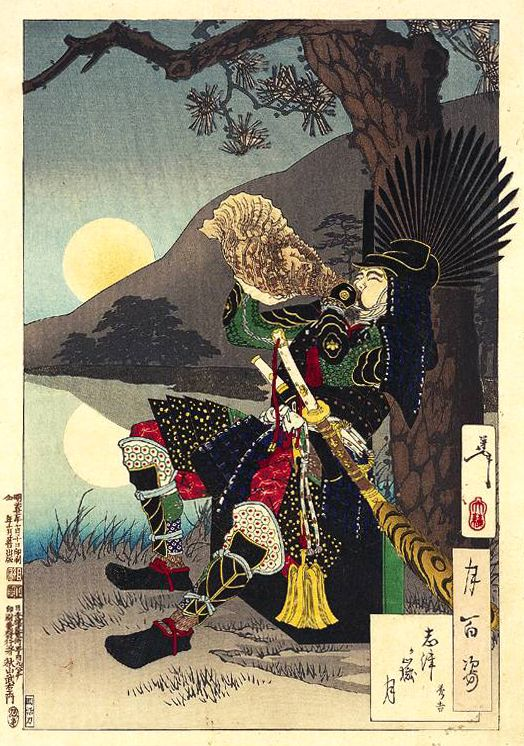
月岡芳年の浮世絵シリーズ「月百姿」 No. 67、志津か嶽月 秀吉

3月12日（5月3日）、柴田勝家は佐久間盛政、前田利家らと共におよそ3万の軍勢を率いて近江国柳ヶ瀬に到着し、布陣を完了させた。
一益が篭る長島城を包囲していた秀吉は、織田信雄と蒲生氏郷の1万強の軍勢を伊勢に残し、3月19日（5月10日）には5万といわれる兵力を率いて木ノ本に布陣した。
双方直ちに攻撃に打って出ることはせず、しばらくは陣地や砦を盛んに構築した（遺構がある程度現在も残る）。また、丹羽長秀も勝家の西進に備え、海津と敦賀に兵を出したため、戦線は膠着し、3月27日（5月18日）秀吉は一部の軍勢を率いて長浜城へ帰還し、伊勢と近江の2方面に備えた。
秀吉から秀長に「（自軍の）砦周囲の小屋は前野長康、黒田官兵衛、木村隼人の部隊が手伝って壊すべきこと」と3月30日付けの書状が送られたが、この命令は実行されていない。

### 交戦

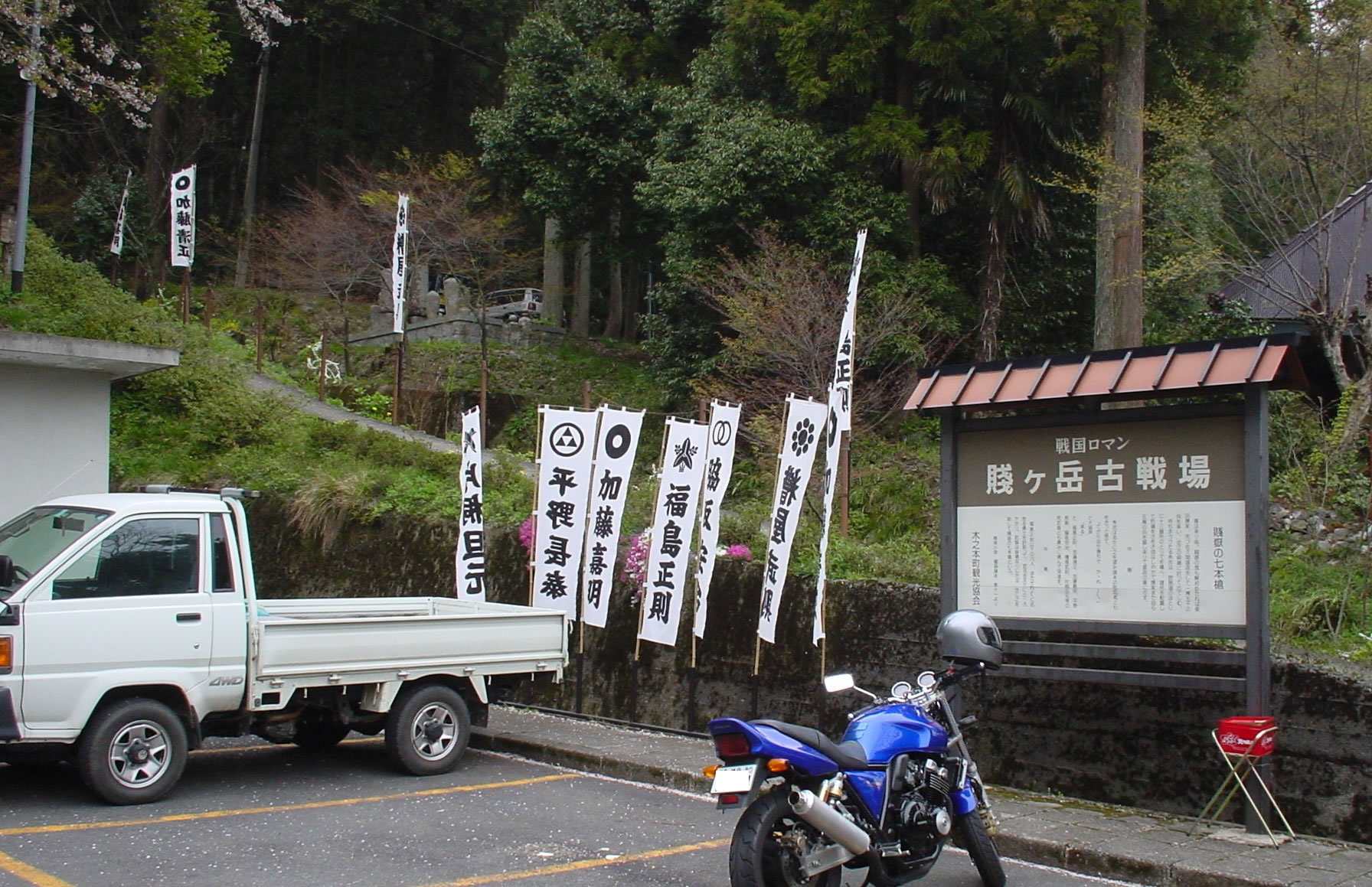
賤ヶ岳古戦場登山道入口

4月16日（6月6日）、一度は秀吉に降伏していた織田信孝が伊勢の一益と結び再び挙兵、岐阜城下へ進出した。
ここに来て近江、伊勢、美濃の3方面作戦を強いられることになった秀吉は翌4月17日（6月7日）美濃に進軍するも、揖斐川の氾濫により大垣城に入った。
秀吉の軍勢の多くが近江から離れたのを好機と見た勝家は部将・佐久間盛政の意見具申もあり、4月19日（6月9日）、盛政に直ちに大岩山砦を攻撃させた。大岩山砦を守っていたのは中川清秀であったが、耐え切れず陥落、清秀は討死。
続いて、黒田孝高の部隊が盛政の攻撃を受けることとなったが、奮戦し守り抜いた。盛政はさらに岩崎山に陣取っていた高山右近を攻撃、右近も支えきれずに退却し、木ノ本の羽柴秀長の陣所に逃れた。
この成果を得て、勝家は盛政に撤退の命令を下したが、再三の命令にもかかわらず何故か盛政はこれに従おうとせず、前線に着陣し続けた。
4月20日（6月10日）、劣勢であると判断した賤ヶ岳砦の守将、桑山重晴も撤退を開始する。これにより、盛政が賤ヶ岳砦を占拠するのも時間の問題かと思われた。
しかしその頃、時を同じくして船によって琵琶湖を渡っていた丹羽長秀が「一度坂本に戻るべし」という部下の反対にあうも機は今を置いて他にないと判断し、進路を変更して海津への上陸を敢行した事で戦局は一変。長秀率いる2,000の軍勢は撤退を開始していた桑山重晴の軍勢とちょうど鉢合わせする形となるとそれと合流し、そのまま賤ヶ岳周辺の盛政の軍勢を撃破し賤ヶ岳砦の確保に成功する。
同日、大垣城にいた秀吉は大岩山砦等の陣所の落城を知り、直ちに軍を返した。14時に大垣を出た秀吉軍は木ノ本までの13里（52キロ）の距離を5時間で移動した（美濃大返し）。
翌日の未明、佐久間盛政は秀吉らの大軍に強襲されたが、奮闘。盛政隊を直接は崩せないと判断した秀吉は柴田勝政（盛政の実弟）に攻撃対象を変更、この勝政を盛政が救援するかたちで、両軍は激戦となった。この時に活躍したのが、羽柴秀吉側の、賤ヶ岳七本槍といわれる加藤清正、福島正則、加藤嘉明、平野長泰、脇坂安治、糟屋武則、片桐且元である。

### 勝家の敗走

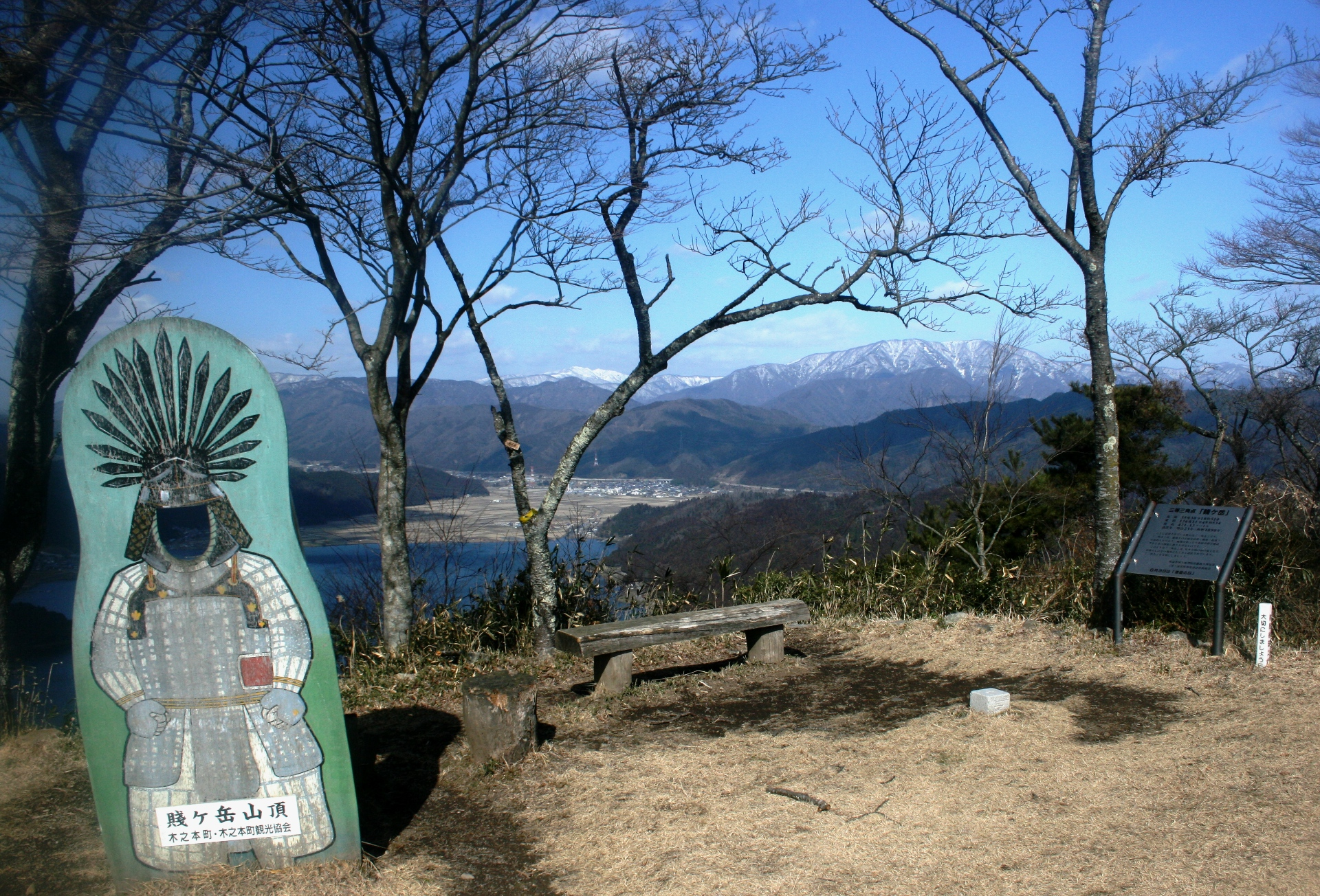
賤ヶ岳山頂と余呉湖

ところがこの激戦の最中、茂山に布陣していた柴田側の前田利家の軍勢が突如として戦線離脱した。これにより後方の守りの陣形が崩れ佐久間隊の兵の士気が下がり、柴田軍全体の士気も一気に下がった。これは秀吉の勧誘に利家が早くから応じていたからではないかと推測される。
このため、利家と対峙していた軍勢が柴田勢への攻撃に加わった。さらに柴田側の不破勝光・金森長近の軍勢も退却したため、佐久間盛政の軍を撃破した秀吉の軍勢は柴田勝家本隊に殺到した。多勢に無勢の状況を支えきれず勝家の軍勢は崩れ、ついに勝家は越前・北ノ庄城に向けて退却した。

### 北ノ庄、岐阜、長島城の落城と信孝自害
勝家は北ノ庄城に逃れるも、4月23日（6月13日）には前田利家を先鋒とする秀吉の軍勢に包囲され、翌日に夫人のお市の方らとともに自害した（北ノ庄城の戦い）。
佐久間盛政は逃亡するものの黒田孝高の手勢に捕らえられた。のちに斬首され、首は京の六条河原でさらされた。
また、柴田勝家の後ろ盾を失った美濃方面の織田信孝は秀吉に与した兄・織田信雄に岐阜城を包囲されて降伏、信孝は尾張国内海（愛知県南知多町）に移され、4月29日（6月19日）信雄の使者より切腹を命じられて自害した。
残る伊勢方面の滝川一益はさらに1か月篭城し続けたが、ついには開城、剃髪のうえ出家し、丹羽長秀の元、越前大野に蟄居した。

## 合戦の影響
この合戦の結果、多くの織田氏の旧臣が秀吉に接近、臣属するようになった。
また合戦終了の2日後の4月25日（6月15日）、秀吉は毛利輝元の重臣・小早川隆景に書簡を送り、自軍の勝利に終わったことを報告するとともに、中立状態にあった毛利氏の自らへの服属を暗に促した。
戦後処理終了後ほどなく、秀吉は畿内の石山本願寺跡に大坂城の築城を開始し、同年5月には朝廷から従四位下・参議に任命された。さらに合戦終了後、秀吉のもとには徳川家康・上杉景勝・毛利輝元・大友義統など各地の有力大名が相次いで使者を送り、戦勝を慶賀し親交を求めたことも秀吉の畿内における権力掌握を象徴した。
しかし、臣従したとはいえ、丹羽長秀、池田恒興、森長可、蒲生氏郷、堀秀政、長谷川秀一などの織田家旧臣が大幅な加増を得ていることも見逃せない事実である。

## 合戦の性格
この戦いは、羽柴秀吉、丹羽長秀と柴田勝家、滝川一益の織田政権内での主導権争いであると同時に、信長の次男・織田信雄と三男・織田信孝の対立でもあった。
両者の対立がそのような形をとったことは、戦国時代の幕府の政争が将軍の家督争いという形をとってきたことと相似する。そればかりか、勝家の場合は、備後国鞆ノ浦（広島県福山市）にあって京都への帰還をもくろんでいた将軍・足利義昭の擁立さえ試みていた。
この戦いでは、一向宗の本願寺勢力は秀吉方に与力すると申し出ている。本願寺が加賀の一揆を動員して秀吉に忠節をつくすと申し入れてきたことに対して、秀吉はこれを賞賛し、柴田領の加賀・越前で活躍すれば加賀を本願寺に返還すると応えている。とはいえ、本願寺にそのような力は残っておらず、実際、勝家が一向宗残党を警戒した様子はない。

## 賤ヶ岳の七本槍
この戦いにおいて、秀吉方で功名をあげた兵のうち以下の7人は後世、賤ヶ岳の七本槍（しずがたけ の しちほんやり）と呼ばれる。
- 脇坂安治（1554年-1626年）
- 片桐且元（1556年-1615年）
- 平野長泰（1559年-1628年）
- 福島正則（1561年-1624年）
- 加藤清正（1562年-1611年）
- 糟屋武則（1562年-1607年）
- 加藤嘉明（1563年-1631年）

「賤ヶ岳の七本槍」という名称は、江戸初期の『甫庵太閤記』が初見である。7人というのは語呂合わせで、実際に感状を得、数千石の禄を得たのは桜井佐吉家一・石川兵助一光も同様である。天正期成立の大村由己『天正記』内「柴田合戦記」には、7人に加え桜井・石川の9人が挙げられている。
後年七本槍は豊臣政権において大きな勢力を持つに至ったが、譜代の有力な家臣を持たなかった秀吉が自分の子飼いを過大に喧伝した結果ともいえる。福島正則が「脇坂などと同列にされるのは迷惑だ」（中傷の意図も否定できない）と語ったり、加藤清正も「七本槍」を話題にされるのをひどく嫌った（今日の研究では清正の立身は羽柴家の財務・民政における功績の部分が大きく、賤ヶ岳の戦功は異例に属していたとされる）などの逸話が伝えられており、当時から「七本槍」が虚名に近いという認識が広まっていたと推定される。

### 『一柳家記』の「先懸之衆」
一柳直末・直盛兄弟の武功記として、一柳直良（直盛の子）が記した『一柳家記』には、4月21日の佐久間盛政勢との交戦における「先懸之衆」14人の活躍が描かれている。「先懸之衆」の一部は「七本槍」と重複しており、石田三成や大谷吉継、一柳直盛らも最前線で武功を挙げたとする。
『一柳家記』が掲げる「先懸衆」は、加藤虎之助（加藤清正）・大谷桂松（大谷吉継）・石田左吉（石田三成。『続群書類従』所収のテキストでは、一説に福島正則家臣桜井左吉（桜井家一）という割注がある）・片桐助作（片桐且元）・平野権平（平野長泰）・奥村半平・福島市松（福島正則）・福島与吉郎（福島長則。正則の弟）・大島茂兵衛（大島光政）・一柳次郎兵衛・一柳四郎右衛門（一柳直盛）・稲葉清六で、「以上拾四人」（直前に一柳直末と加藤光泰が軍奉行として名を挙げられている。なお、一柳直盛と稲葉清六は一柳直末の家臣であった）が一万五千の敵に馳せ向けたのは無類であると当時評判をとったという。
なお、『一柳家記』では「先懸衆」とともに崎田源太郎（後の小右衛門と割注がある)・加藤孫六（加藤嘉明）・桜井左吉・加須屋助右衛門（糟屋武則）・石川長十・石川兵助（石川一光）・脇坂甚内（脇坂安治）らの戦いぶりも描かれている。『一柳家記』では直盛の働きを称揚する文章の間に「江北之七本鑓とは此時の儀を申候」と記している。